# Aniense
La tribu Aniense es una de las 35 tribus romanas, en las que se adscribía todo ciudadano romano para poder ejercer su derecho de voto en los Comitia tributa o comicios por tribus. Tenía la consideración de tribu rústica, frente a las cuatro tribus urbanas. Fue creada en el año 318 a. C. para encuadrar a los ciudadanos romanos residentes en el valle del río Anius.
A partir de Augusto, con el establecimiento del Imperio, la vida de las asambleas romanas comenzó a languidecer, para dejar de ser convocadas bajo Tiberio, perdiendo sus atribuciones en favor del Senado, y siendo suprimidas por Trajano, aunque durante los tres primeros siglos del Imperio todos los ciudadanos romanos tenían que estar adscritos a una tribu.
La tribu Aniense fue la elegida por Augusto para adscribir a los ciudadanos romanos de la colonia Caesaraugusta (Zaragoza) en la provincia Tarraconensis.